# José Adolfo Paredes Márquez
José Adolfo Paredes Márquez (Chile, 1955) fue un soldado chileno que participó en la tortura y asesinato del director teatral y cantautor chileno Víctor Jara, ejecutado el 16 de septiembre de 1973 en el marco del golpe de Estado que derrocó al Gobierno democrático del socialista Salvador Allende.

## Biografía
Junto a Nelson Edgardo Haase Mazzei y Edwin Dimter Bianchi (conocido como "El Príncipe"), Paredes Márquez ejecutó a Jara en el actual Estadio Víctor Jara, donde se cometieron innumerables actos de tortura y asesinatos.
Después de más de tres décadas de silencio, José Paredes confesó su participación en el asesinato de Víctor Jara. Por orden del juez Juan Fuentes fue sometido a proceso y detenido como presunto autor del homicidio.
El 29 de mayo de 2009, la Corte de Apelaciones de Santiago de Chile ratificó el encarcelamiento de Paredes Márquez, quien fue acusado del asesinato del cantante. En el momento de la ejecución, Paredes Márquez era un recluta del ejército chileno y tenía 18 años de edad.
Paredes Márquez confesó la coautoría del asesinato, y confirmó que a Jara se le fracturaron las manos a culatazos en los interrogatorios. Declaró que cuando le tirotearon, Jara ya había fallecido, debido a un disparo en la cabeza efectuado por un oficial de ejército, por lo que el juez encargado del caso ordenó la exhumación de sus restos, con el fin de practicarle una segunda autopsia.
En junio de 2009 se exhumaron por orden judicial los restos mortales de Víctor Jara para la realización de un estudio que determinara las causas precisas de la muerte. El 27 de noviembre de ese mismo año la Fundación Víctor Jara hizo público el resultado del estudio. Según el mismo, efectuado por el Servicio Médico Legal (SML) de Chile y ratificado por el Instituto Genético de Innsbruck, el artista murió a consecuencia de «múltiples fracturas por heridas de bala que provocaron un shock hemorrágico en un contexto de tipo homicida» y que fue golpeado y torturado durante su paso por el Estadio Chile, donde estuvo detenido. Se destaca que se han encontrado más de 30 lesiones óseas producto de fracturas provocadas por heridas de proyectil y otras provocadas por objetos contundentes, diferentes a las heridas de bala.
Sin embargo más tarde, durante el año 2015, el ministro de la Corte de Apelaciones de Santiago, Miguel Vásquez, anuló su procesamiento y encargatoria de reo, luego de pasar 45 días en prisión preventiva, debido a su colaboración y por estimar que no tuvo mayor participación en el crimen de Víctor Jara.